# Villaverde (Nueva Vizcaya)
Villaverde is een gemeente in de Filipijnse provincie Nueva Vizcaya op het eiland Luzon. Bij de laatste census in 2007 had de gemeente bijna 17 duizend inwoners.

## Geografie

### Bestuurlijke indeling
Villaverde is onderverdeeld in de volgende 9 barangays:
| - Bintawan Norte - Bintawan Sur - Cabuluan - Ibung - Nagbitin - Ocapon - Pieza - Poblacion - Sawmill |

## Demografie
Villaverde had bij de census van 2007 een inwoneraantal van 16.623 mensen. Dit zijn 1.231 mensen (8,0%) meer dan bij de vorige census van 2000. De gemiddelde jaarlijkse groei komt daarmee uit op 1,07%, hetgeen lager is dan het landelijk jaarlijks gemiddelde over deze periode (2,04%). Vergeleken met de census van 1995 is het aantal mensen met 3.192 (23,8%) toegenomen.

De bevolkingsdichtheid van Villaverde was ten tijde van de laatste census, met 16.623 inwoners op 81,5 km², 204 mensen per km².